# Bellinzago Novarese
Bellinzago Novarese is een gemeente in de Italiaanse provincie Novara (regio Piëmont) en telt 8718 inwoners (31-12-2004). De oppervlakte bedraagt 39,4 km², de bevolkingsdichtheid is 221 inwoners per km².
De volgende frazioni maken deel uit van de gemeente: Badia di Dulzago, Cavagliano.

## Demografie
Bellinzago Novarese telt ongeveer 3547 huishoudens. Het aantal inwoners steeg in de periode 1991-2001 met 2,8% volgens cijfers uit de tienjaarlijkse volkstellingen van ISTAT.
| Jaar | Inwoneraantal |
| ---- | ------------- |
| 1991 | 8140          |
| 2001 | 8365          |

## Geografie
De gemeente ligt op ongeveer 192 m boven zeeniveau.
Bellinzago Novarese grenst aan de volgende gemeenten: Caltignaga, Cameri, Lonate Pozzolo (VA), Momo, Nosate (MI), Oleggio.